# توم إيبارا
توم إيبارا (بالفرنسية: Tom Ibarra)‏ هو عازف جاز فرنسي، ولد في 3 أكتوبر 1999 في هييريس في فرنسا.

## روابط خارجية
- توم إيبارا على موقع ميوزك برينز (الإنجليزية)